# Warren Treadgold
Warren Treadgold é um professor de Estudos Bizantinos na Universidade de Saint Louis. Interessa-se pela história política, econômica, militar, social e cultura do Império Bizantino e utiliza como base de suas pesquisas obras de historiadores bizantinos.
Além de inúmeros artigos para jornais e revistas, Treadgold esteve envolvido na produção de obras como The Nature of the Bibliotheca de Photius (1980), The Byzantine State Finances in the Eighth and Ninth Centuries (1982), The Byzantine Revival, 780-842 (1988), A History of the Byzantine State and Society (1997), A Concise History of Byzantium (2001) e The Early Byzantine Historians (2007).